# Licaria puchury-major
Licaria puchury-major är en lagerväxtart som först beskrevs av Carl Friedrich Philipp von Martius, och fick sitt nu gällande namn av André Joseph Guillaume Henri Kostermans. Licaria puchury-major ingår i släktet Licaria och familjen lagerväxter. Inga underarter finns listade i Catalogue of Life.